# 천곡중학교 (울산)
천곡중학교(泉谷中學校)는 대한민국 울산광역시 북구 천곡동에 있는 공립 중학교이다.

## 학교 연혁
- 1999년 11월 23일 : 천곡중학교 설립 인가 (11학급)
- 2000년 3월 5일 :  제1회 입학식 (489명)
- 2023년 1월 5일 : 천곡중학교 제21회 졸업 276명 (총 7,791명 졸업)
- 2023년 3월 2일 : 제24회 입학 8학급 209명(남 108명, 여 101명)
- 2023년 9월 1일 : 제11대 박남수 교장 취임

## 참고 자료
- 천곡중학교 - 한국교육학술정보원 학교알리미